# حلبوب ريفرشوني
الحَلبُوب الريفرشوني (باللاتينية: Mercurialis reverchonii) نوع نباتي ينتمي إلى جنس الحَلبُوب من الفصيلة اللبنية.

## الموئل والانتشار
ينتشر في المغرب العربي وإسبانيا.

## مرادفات للاسم العلمي
- (باللاتينية: Mercurialis serratifolia (Ball) Pau)
- (باللاتينية: Mercurialis annua var. serratifolia Ball)
- (باللاتينية: Mercurialis reverchonii var. serratifolia (Ball) Maire)